# ОШ Државни академски узбек мусиц и драмско позориште назван по Бабуру
ОШ Државни академски узбек мусиц и драмско позориште назван по Бабуру (рус. Ошский Государственный академический узбекский музыкально-драматический театр имени Бабура; узб. Бобур номли Ўш Давлат академик ўзбек мусиқали драма театри) - je најстарији професионални театар у Киргистану, други најстарији театар у средњој Азији након Узбечке националне академске драмског позоришта под називом након Хамза у Ташкент (основан 1913-27.02.1914)

## Историја позоришта
1914. године, је основано позориште групе под вођством Рахмонберди Мадазимова.
Први уметнички директор позоришне групе Рахмонберди Мадазимов је био први оснивач и организатор позоришта покрета у Киргистану. У будућности, ова позоришна група је постала основа за стварање ОШ Државни академски узбек мусиц и драмско позориште назван по Бабур.

## Оснивачи позоришта
1. Рахмонберди Мадазимов (1914)
2. Бекназар Назаров
3. Иброкхим Мусабоев
4. Зхурахон Заинобиддинов
5. Назирхон Камолов
6. О Саидов
7. А. Есхонхонов
8. Уринбои Рахмонов (од 1927)
9. Зхурахон Рахмонов (од 1937)